# Comuna Stănilești, Vaslui
Stănilești este o comună în județul Vaslui, Moldova, România, formată din satele Bogdana-Voloseni, Budu Cantemir, Chersăcosu, Gura Văii, Pogănești, Săratu și Stănilești (reședința).
Bătălia de la Stănilești (Razboiul Ruso-Turc 1710-1713) a avut loc în vara anului 1711 între Rusia (sprijinită de Dimitrie Cantemir - Principatul Moldovei) și trupe ale Imperiului Otoman[2]
Voievodul Moldovei Dimitrie Cantemir l-a sprijinit în această bătălie pe țarul Petru cel Mare în campania acestuia împotriva Imperiului Otoman, care s-a încheiat cu un tratatul de pace de la Prut.
(Istoria Țării Romînești de la octombrie 1688 pînă la martie 1717 (Cronica anonimă), Ediție întocmită de Constantin Grecescu, București: Editura Științifică)
Personalități ale comunei Stanilești;
- Neculai M Asiminei (satul Chersăcosu) - jurist, antreprenor, scriitor. Lucrări; "Cum îmi dezvolt afacerea" și Drumul tău către excelență" aparute la "Editura Velvet Story"

## Demografie
Componența etnică a comunei Stănilești
     Români (92,83%)
     Alte etnii (0,06%)
     Necunoscută (7,11%)
Componența confesională a comunei Stănilești
     Ortodocși (92,39%)
     Alte religii (0,24%)
     Necunoscută (7,37%)
Conform recensământului efectuat în 2021, populația comunei Stănilești se ridică la 5.006 locuitori, în scădere față de recensământul anterior din 2011, când fuseseră înregistrați 5.117 locuitori. Majoritatea locuitorilor sunt români (92,83%), iar pentru 7,11% nu se cunoaște apartenența etnică. Din punct de vedere confesional, majoritatea locuitorilor sunt ortodocși (92,39%), iar pentru 7,37% nu se cunoaște apartenența confesională.

## Politică și administrație
Comuna Stănilești este administrată de un primar și un consiliu local compus din 15 consilieri. Primarul, Găbișor Tofan[*], de la Partidul Social Democrat, este în funcție din octombrie 2020. Începând cu alegerile locale din 2024, consiliul local are următoarea componență pe partide politice:
|  | Partid                          | Consilieri | Componența Consiliului | Componența Consiliului | Componența Consiliului | Componența Consiliului | Componența Consiliului | Componența Consiliului | Componența Consiliului | Componența Consiliului | Componența Consiliului |
|  | ------------------------------- | ---------- | ---------------------- | ---------------------- | ---------------------- | ---------------------- | ---------------------- | ---------------------- | ---------------------- | ---------------------- | ---------------------- |
|  | Partidul Social Democrat        | 9          |                        |                        |                        |                        |                        |                        |                        |                        |                        |
|  | Partidul Național Liberal       | 3          |                        |                        |                        |                        |                        |                        |                        |                        |                        |
|  | Alianța Dreapta Unită           | 2          |                        |                        |                        |                        |                        |                        |                        |                        |                        |
|  | Alianța pentru Unirea Românilor | 1          |                        |                        |                        |                        |                        |                        |                        |                        |                        |